# Nicola Toffali
Nicola Toffali (Feltre, província de Belluno, 20 d'octubre de 1992) és un ciclista italià, professional des del 2016 i actualment a l'equip 0711 / Cycling.

## Palmarès
- 2013
  - 1r al Gran Premi Fiera del Riso
- 2014
  - 1r al Alta Padovana Tour
  - 1r al Memorial Gianni Biz
  - 1r a la Coppa San Vito
- 2015
  - 1r a la Coppa Collecchio
  - 1r a la Coppa San Bernardino
  - 1r al Memorial Carlo Valentini
  - 1r al Piccolo Giro dell'Emilia